# Liste der Rektoren der Eberhard Karls Universität Tübingen
Einen Rektor der Universität Tübingen gab es seit der Gründung der Hochschule im Jahre 1477 durch Graf Eberhard im Bart. Erster Rektor der Universität Tübingen im Winterhalbjahr 1477/78 war Johannes Vergenhans (genannt Nauclerus). Das Amt des Rektors stand an der Spitze der Universitätsverwaltung noch über dem des Kanzlers und wurde in der Regel für die Dauer eines Semesters von einem Professor der Universität bekleidet. Seit 1537 konnte das Rektoramt regulär auch vornehmen Personen übertragen werden, die nicht dem Lehrkörper der Universität angehörten. Von 1767 bis 1793 war zum Beispiel Herzog Carl Eugen als Landesherr selbst auch Rektor (Rector magnificentissimus). Die tatsächlichen Amtsgeschäfte wurden in dieser Zeit vom Prorektor wahrgenommen. Das Universitätsarchiv Tübingen hat 2010 eine Liste aller Rektoren seit dem Jahre 1477 veröffentlicht.

## Zur Zeit der Grafschaft Württemberg
- 15. September 1477 – 1. Mai 1478 Johannes Nauclerus
- 1. Mai 1478 – 18. Oktober 1478 Konrad Vessler
- 18. Oktober 1478 – 1. Mai 1479 Johannes Heynlin
- 1. Mai 1479 – 18. Oktober 1479 Ludwig Truchsess von Höfingen
- 18. Oktober 1479 – 1. Mai 1480 Johannes Stein
- 1. Mai 1480 – 18. Oktober 1480 Christian Wolmann
- 18. Oktober 1480 – 1. Mai 1481 Johannes Kreuzlinger
- 1. Mai 1481 – 18. Oktober 1481 Elias Flick
- 18. Oktober 1481 – 1. Mai 1482 Konrad Schoeferlin
- 1. Mai 1482 – 1. Mai 1483 Georg Hartsesser
- 1. Mai 1483 – 18. Oktober 1483 Mangold Widmann
- 18. Oktober 1483 – 1. Mai 1484 Konrad Blenderer
- 1. Mai 1484 – 18. Oktober 1484 Konrad Summenhart
- 18. Oktober 1484 – 1. Mai 1485 Conrad Bömlin
- 1. Mai 1485 – 18. Oktober 1485 Ulrich Kraft
- 18. Oktober 1485 – 1. Mai 1486 Gabriel Biel
- 1. Mai 1486 – 18. Oktober 1486 Peter Kempchin
- 18. Oktober 1486 – 1. Mai 1487 Peter Bopphard
- 1. Mai 1487 – 18. Oktober 1487 Gregor Lamparter
- 18. Oktober 1487 – 1. Mai 1488 Johannes Steinmajer
- 1. Mai 1488 – 18. Oktober 1488 Johannes Hiller
- 18. Oktober 1488 – 1. Mai 1489 Johannes Stein
- 1. Mai 1489 – 18. Oktober 1489 Gabriel Biel
- 18. Oktober 1489 – 1. Mai 1490 Martin Plantsch
- 1. Mai 1490 – 18. Oktober 1490 Wendelin Steinbach
- 18. Oktober 1490 – 1. Mai 1491 Konrad Veßler
- 1. Mai 1491 – 18. Oktober 1491 Konrad Summenhart
- 18. Oktober 1491 – 1. Mai 1492 Mangold Widmann
- 1. Mai 1492 – 18. Oktober 1492 Hieronymus von Croaria
- 18. Oktober 1492 – 1. Mai 1493 Diethmar Aschmann
- 1. Mai 1493 – 18. Oktober 1493 Gregor Lamparter
- 18. Oktober 1493 – 1. Mai 1494 Veit von Fürst
- 1. Mai 1494 – 18. Oktober 1494 Wendelin Steinbach
- 18. Oktober 1494 – 1. Mai 1495 Jacob Lemp
- 1. Mai 1495 – 18. Oktober 1495 Johann Lupfdich

## Zur Zeit des Herzogtums Württemberg

### 15. Jahrhundert
- 18. Oktober 1495 – 1. Mai 1496 Andreas Rempis
- 1. Mai 1496 – 18. Oktober 1496 Hieronymus von Croaria
- 18. Oktober 1496 – 1. Mai 1497 Konrad Summenhart
- 1. Mai 1497 – 18. Oktober 1497 Konrad Vessler
- 18. Oktober 1497 – 1. Mai 1498 Johannes Gentner (Johannes Adler)
- 1. Mai 1498 – 18. Oktober 1498 Johannes Leo
- 18. Oktober 1498 – 1. Mai 1499 Andreas Trostel
- 1. Mai 1499 – 18. Oktober 1499 Laurentius Hornstein
- 18. Oktober 1499 – 1. Mai 1500 Wendelin Steinbach
- 1. Mai 1500 – 18. Oktober 1500 Konrad Summenhart

### 16. Jahrhundert
- 18. Oktober 1500 – 1. Mai 1501 Jacob Lemp
- 1. Mai 1501 – 18. Oktober 1501 Andreas Rempis
- 18. Oktober 1501 – 17. Februar 1502 Andreas Trostel
- 17. Februar 1502 – 1. Mai 1503 Konrad Vessler
- 1. Mai 1503 – 18. Oktober 1503 Peter Braun
- 18. Oktober 1503 – 1. Mai 1504 Kaspar Forstmeister
- 1. Mai 1504 – 18. Oktober 1504 Reinhard Gaißer
- 18. Oktober 1504 – 1. Mai 1505 Sigismund Epp
- 1. Mai 1505 – 18. Oktober 1505 Johannes Vesenmajer
- 18. Oktober 1505 – 1. Mai 1506 Johannes Gentner (Johannes Adler)
- 1. Mai 1506 – 1. Mai 1507 Jacob Lemp
- 1. Mai 1507 – 1. Mai 1508 Wendelin Steinbach
- 1. Mai 1508 – 1. Mai 1509 Peter Braun
- 1. Mai 1509 – 1. Mai 1510 Heinrich Winkelhofer
- 1. Mai 1510 – 1. Mai 1511 Jacob Lemp
- 1. Mai 1511 – 1. Mai 1512 Wendelin Steinbach
- 1. Mai 1512 – 1. Mai 1513 Johannes Scheurer
- 1. Mai 1513 – 1. Mai 1514 Peter Braun
- 1. Mai 1514 – 1. Mai 1515 Jacob Lemp
- 1. Mai 1515 – 18. Oktober  1515 Balthasar Sattler
- 18. Oktober 1515 – 1. Mai 1516 Wendelin Steinbach
- 1. Mai 1516 – 18. Oktober 1516 Johannes Kreß
- 18. Oktober 1516 – 1. Mai 1517 Gallus Müller
- 1. Mai 1517 – 18. Oktober 1517 Alexander Rieger
- 18. Oktober 1517 – 1. Mai 1518 Jacob Lemp
- 1. Mai 1518 – 18. Oktober 1518 Peter Braun
- 18. Oktober 1518 – 1. Mai 1519 Franz Kircher
- 1. Mai 1519 – 18. Oktober 1519 Balthasar Sattler
- 18. Oktober 1519 – 1. Mai 1520 Gallus Müller
- 1. Mai 1520 – 1. Mai 1521 Balthasar Käuffelin
- 1. Mai 1521 – 18. Oktober 1521 Jacob Lemp
- 18. Oktober 1521 – 1. Mai 1522 Johannes Epp
- 1. Mai 1522 – 18. Oktober 1522 Johann Stoeffler
- 18. Oktober 1522 – 1. Mai 1523 Peter Braun
- 1. Mai 1523 – 18. Oktober 1523 Johannes Eschenbach
- 18. Oktober 1523 – 1. Mai 1524 Konrad Braun
- 1. Mai 1524 – 18. Oktober 1524 Friedrich Schaup
- 18. Oktober 1524 – 1. Mai 1525 Gallus Müller
- 1. Mai 1525 – 18. Oktober 1525 Jacob Lemp
- 18. Oktober 1525 – 1. Mai 1526 Balthasar Käuffelin
- 1. Mai 1526 – 18. Oktober 1526 Peter Braun
- 18. Oktober 1526 – 1. Mai 1527 Jacob Lemp
- 1. Mai 1527 – 18. Oktober 1527 Gallus Müller
- 18. Oktober 1527 – 1. Mai 1528 Balthasar Käuffelin
- 1. Mai 1528 – 18. Oktober 1528 Peter Braun
- 18. Oktober 1528 – 1. Mai 1529 Jacob Lemp
- 1. Mai 1529 – 18. Oktober 1529 Martin Kügelin
- 18. Oktober 1529 – 1. Mai 1530 Gallus Müller
- 1. Mai 1530 – 18. Oktober 1530 Balthasar Käuffelin
- 18. Oktober 1530 – 18. Oktober 1531 Johannes Kingsattler
- 18. Oktober 1531 – 2. April 1532 Jacob Lemp
- 2. April 1532 – 1. Mai 1532 Johannes Kingsattler
- 1. Mai 1532 – 18. Oktober 1532 Peter Braun
- 18. Oktober 1532 – 1. Mai 1533 Gallus Müller
- 1. Mai 1533 – 18. Oktober 1533 Johannes Kingsattler
- 18. Oktober 1533 – 1. Mai 1534 Balthasar Käuffelin
- 1. Mai 1534 – 18. Oktober 1534 Peter Braun
- 18. Oktober 1534 – 1. Mai 1535 Johann Armbruster
- 1. Mai 1535 – 18. Oktober 1535 Balthasar Käuffelin
- 18. Oktober 1535 – 1. Mai 1536 Johannes Sichardt
- 1. Mai 1536 – 18. Oktober 1536 Balthasar Käuffelin
- 18. Oktober 1536 – 1. Mai 1537 Leonhart Fuchs
- 1. Mai 1537 – 18. Oktober 1537 Gebhard Brastberger
- 18. Oktober 1537 – 1. Mai 1538 Paulus Constantinus Phrygio
- 1. Mai 1538 – 18. Oktober 1538 Joachim Camerarius
- 18. Oktober 1538 – 1. Mai 1539 Ludwig Gremp von Freudenstein
- 1. Mai 1539 – 18. Oktober 1539 Michael Rucker
- 18. Oktober 1539 – 1. Mai 1540 Balthasar Käuffelin
- 1. Mai 1540 – 18. Oktober 1540 Caspar Volland
- 18. Oktober 1540 – 1. Mai 1541 Leonhart Fuchs
- 1. Mai 1541 – 18. Oktober 1541 Albert Arbogast Freiherr von Hewen
- 18. Oktober 1541 – 18. Oktober 1542 Balthasar Käuffelin
- 18. Oktober 1542 – 1. Mai 1543 Johannes Sichardt
- 1. Mai 1543 – 18. Oktober 1543 Michael Rucker
- 18. Oktober 1543 – 1. Mai 1544 Gebhard Brastberger
- 1. Mai 1544 – 18. Oktober 1544 Jakob Scheckh
- 18. Oktober 1544 – 1. Mai 1545 Erhard Schnepff
- 1. Mai 1545 – 18. Oktober 1545 Caspar Volland
- 18. Oktober 1545 – 1. Mai 1546 Johannes Sichardt
- 1. Mai 1546 – 18. Oktober 1546 Leonhart Fuchs
- 18. Oktober 1546 – 1. Mai 1547 Balthasar Käuffelin
- 1. Mai 1547 – 18. Oktober 1547 Melchior Rufus Volmar
- 18. Oktober 1547 – 1. Mai 1548 Gebhard Brastberger
- 1. Mai 1548 – 18. Oktober 1548 Michael Rucker
- 18. Oktober 1548 – 1. Mai 1549 Balthasar Käuffelin
- 1. Mai 1549 – 18. Oktober 1549 Johannes Sichardt
- 18. Oktober 1549 – 1. Mai 1550 Leonhart Fuchs
- 1. Mai 1550 – 18. Oktober 1550 Balthasar Käuffelin
- 18. Oktober 1550 – 1. Mai 1551 Caspar Volland
- 1. Mai 1551 – 18. Oktober 1551 Michael Rucker
- 18. Oktober 1551 – 1. Mai 1552 Gebhard Brastberger
- 1. Mai 1552 – 18. Oktober 1552 Balthasar Käuffelin
- 18. Oktober 1552 – 1. Mai 1553 Caspar Volland
- 1. Mai 1553 – 18. Oktober 1553 Jakob Scheckh
- 18. Oktober 1553 – 1. Mai 1554 Jacob Beurlin
- 1. Mai 1554 – 18. Oktober 1554 Nikolaus Varenbüler
- 18. Oktober 1554 – 18. Oktober 1555 Leonhart Fuchs
- 18. Oktober 1555 – 1. Mai 1556 Martin Frecht
- 1. Mai 1556 – 18. Oktober 1556 Jakob Cappelbeck
- 18. Oktober 1556 – 1. Mai 1557 Kilian Vogler
- 1. Mai 1557 – 18. Oktober 1557 Michael Rucker
- 18. Oktober 1557 – 1. Mai 1558 Jacob Beurlin
- 1. Mai 1558 – 18. Oktober 1558 Nikolaus Varenbüler
- 18. Oktober 1558 – 1. Mai 1559 Jakob Scheckh
- 1. Mai 1559 – 18. Oktober 1559 Gebhard Brastberger
- 18. Oktober 1559 – 1. Mai 1560 Jacob Heerbrand
- 1. Mai 1560 – 18. Oktober 1560 Anastasius Demler
- 18. Oktober 1560 – 1. Mai 1561 Kilian Vogler
- 1. Mai 1561 – 18. Oktober 1561 Jakob Cappelbeck
- 18. Oktober 1561 – 1. Mai 1562 Dietrich Schnepff
- 1. Mai 1562 – 18. Oktober 1562 Kilian Vogler
- 18. Oktober 1562 – 1. Mai 1563 Jakob Scheckh
- 1. Mai 1563 – 18. Oktober 1563 Johann Hochmann
- 18. Oktober 1563 – 1. Mai 1564 Jacob Heerbrand
- 1. Mai 1564 – 18. Oktober 1564 Anastasius Demler
- 18. Oktober 1564 – 1. Mai 1565 Leonhart Fuchs
- 1. Mai 1565 – 18. Oktober 1565 Johannes Mendlin
- 18. Oktober 1565 – 1. Mai 1566 Dietrich Schnepff
- 1. Mai 1566 – 18. Oktober 1566 Kilian Vogler
- 18. Oktober 1566 – 1. Mai 1567 Jakob Scheckh
- 1. Mai 1567 – 18. Oktober 1567 Jakob Cappelbeck
- 18. Oktober 1567 – 1. Mai 1568 Valentin Volz
- 1. Mai 1568 – 18. Oktober 1568 Jacob Heerbrand
- 18. Oktober 1568 – 1. Mai 1569 Anastasius Demler
- 1. Mai 1569 – 18. Oktober 1569 Johann Hochmann
- 18. Oktober 1569 – 1. Mai 1570 Dietrich Schnepff
- 1. Mai 1570 – 18. Oktober 1570 Kilian Vogler
- 18. Oktober 1570 – 1. Mai 1571 Jakob Scheckh
- 1. Mai 1571 – 18. Oktober 1571Jakob Cappelbeck
- 18. Oktober 1571 – 1. Mai 1572 Valentin Volz
- 1. Mai 1572 – 18. Oktober 1572 Jacob Heerbrand
- 18. Oktober 1572 – 1. Mai 1573 Anastasius Demler
- 1. Mai 1573 – 18. Oktober 1573 Johannes Vischer
- 18. Oktober 1573 – 1. Mai 1574 Friedrich I., Herzog von Württemberg
- 1. Mai 1574 – 18. Oktober 1574 Johann Hochmann
- 18. Oktober 1574 – 1. Mai 1575 Dietrich Schnepff
- 1. Mai 1575 – 18. Oktober 1575 Kilian Vogler
- 18. Oktober 1575 – 1. Mai 1576 Georg Hamberger
- 1. Mai 1576 – 18. Oktober 1576 Anastasius Demler
- 18. Oktober 1576 – 1. Mai 1577 Valentin Volz
- 1. Mai 1577 – 18. Oktober 1577 Jacob Heerbrand
- 18. Oktober 1577 – 1. Mai 1578 Jakob Cappelbeck
- 1. Mai 1578 – 18. Oktober 1578 Johannes Vischer
- 18. Oktober 1578 – 1. Mai 1579 Nikolaus Varenbüler
- 1. Mai 1579 – 18. Oktober 1579 Johann Hochmann
- 18. Oktober 1579 – 1. Mai 1580 Kilian Vogler
- 1. Mai 1580 – 18. Oktober 1580 Georg Hamberger
- 18. Oktober 1580 – 1. Mai 1581 Anastasius Demler
- 1. Mai 1581 – 18. Oktober 1581 Dietrich Schnepff
- 18. Oktober 1581 – 1. Mai 1582 Jacob Heerbrand
- 1. Mai 1582 – 18. Oktober 1582 Johannes Vischer
- 18. Oktober 1582 – 1. Mai 1583 Johann Hochmann
- 1. Mai 1583 – 18. Oktober 1583 Anastasius Demler
- 18. Oktober 1583 – 1. Mai 1584 Dietrich Schnepff
- 1. Mai 1584 – 18. Oktober 1584 Konrad Graf von Tübingen Herr zu Lichteneck
- 18. Oktober 1584 – 1. Mai 1585 Georg Hamberger
- 1. Mai 1585 – 18. Oktober 1585 Jacob Heerbrand
- 18. Oktober 1585 – 1. Mai 1586 Andreas Laubmaier
- 1. Mai 1586 – 18. Oktober 1586 Andreas Planer
- 18. Oktober 1586 – 1. Mai 1587 Jacob Heerbrand
- 1. Mai 1587 – 18. Oktober 1587 Johann Hochmann
- 18. Oktober 1587 – 1. Mai 1588 Georg Hamberger
- 1. Mai 1588 – 18. Oktober 1588 Georg Liebler
- 18. Oktober 1588 – 1. Mai 1589 Matthäus Entzlin
- 1. Mai 1589 – 18. Oktober 1589 Andreas Laubmaier
- 18. Oktober 1589 – 1. Mai 1590 Andreas Planer
- 1. Mai 1590 – 18. Oktober 1590 Johann Hochmann
- 18. Oktober 1590 – 1. Mai 1591 Georg Hamberger
- 1. Mai 1591 – 18. Oktober 1591 Matthäus Entzlin
- 18. Oktober 1591 – 1. Mai 1592 Stephan Gerlach
- 1. Mai 1592 – 18. Oktober 1592 Daniel Mögling
- 18. Oktober 1592 – 1. Mai 1593 Johann Hochmann
- 1. Mai 1593 – 18. Oktober 1593 Johannes Halbritter
- 18. Oktober 1593 – 1. Mai 1594 Georg Hamberger
- 1. Mai 1594 – 18. Oktober 1594 Andreas Planer
- 18. Oktober 1594 – 1. Mai 1595 Andreas Laubmaier
  - Prorektor:  18. Oktober 1594 – 1. Mai 1595 Stephan Gerlach
- 1. Mai 1595 – 18. Oktober 1595 Johann Hochmann
- 18. Oktober 1595 – 1. Mai 1596 Matthias Hafenreffer
- 1. Mai 1596 – 18. Oktober 1596 Johann Friedrich Herzog von Württemberg
  - Prorektor: 1. Mai 1596 – 18. Oktober 1596 Matthias Hafenreffer
- 18. Oktober 1596 – 1. Mai 1597 August der Jüngere Herzog zu Braunschweig und Lüneburg
  - Prorektor: * 18. Oktober 1596 – 1. Mai 1597 Daniel Mögling
- 1. Mai 1597 – 18. Oktober 1597 Johannes Halbritter
- 18. Oktober 1597 – 1. Mai 1598 Stephan Gerlach
- 1. Mai 1598 – 18. Oktober 1598 Johann Hochmann
- 18. Oktober 1598 – 1. Mai 1599 Georg Hamberger
- 1. Mai 1599 – 18. Oktober 1599 Johannes Harpprecht
- 18. Oktober 1599 – 1. Mai 1600 August Pfalzgraf bei Rhein Herzog in Bayern
  - Prorektor: 18. Oktober 1599 – 1. Mai 1600 Johannes Harpprecht
- 1. Mai 1600 – 18. Oktober 1600 Matthias Hafenreffer

### 17. Jahrhundert
- 18. Oktober 1600 – 1. Mai 1601 David Magirus
- 1. Mai 1601 – 18. Oktober 1601 Andreas Planer
- 18. Oktober 1601 – 1. Mai 1602 Johannes Halbritter
- 1. Mai 1602 – 18. Oktober 1602 Daniel Mögling
- 18. Oktober 1602 – 1. Mai 1603 Johann Hochmann
- 1. Mai 1603 – 18. Oktober 1603 Johannes Harpprecht
- 18. Oktober 1603 – 1. Mai 1604 Matthias Hafenreffer
- 1. Mai 1604 – 18. Oktober 1604 David Magirus
- 18. Oktober 1604 – 1. Mai 1605 Georg Burkhardt
- 1. Mai 1605 – 18. Oktober 1605 Heinrich Bocer
- 18. Oktober 1605 – 1. Mai 1606 Stephan Gerlach
- 1. Mai 1606 – 18. Oktober 1606 Johannes Halbritter
- 18. Oktober 1606 – 1. Mai 1607 Johann Georg Sigwart
- 1. Mai 1607 – 18. Oktober 1607 David Magirus
- 18. Oktober 1607 – 1. Mai 1608 Sebastian Bloss
- 1. Mai 1608 – 18. Oktober 1608 Andreas Bayer
- 18. Oktober 1608 – 1. Mai 1609 Matthias Hafenreffer
- 1. Mai 1609 – 18. Oktober 1609 Johann Valentin Neuffer
- 18. Oktober 1609 – 1. Mai 1610 Johannes Harpprecht
- 1. Mai 1610 – 18. Oktober 1610 Johann Georg Sigwart

Um der Pest zu entgehen, wurde im September 1610 die medizinische Fakultät für das Wintersemester 1610/11 vorübergehend nach Herrenberg, die theologische Fakultät nach Calw verlegt:
- Rektor in Herrenberg: 18. Oktober 1610 – 1. Mai 1611 Johannes Fabri
  - Prorektor in Calw:  18. Oktober 1610 – März 1611 Matthias Hafenreffer

- 1. Mai 1611 – 18. Oktober 1611 David Magirus
- 18. Oktober 1611 – 1. Mai 1612 Heinrich Bocer
- 1. Mai 1612 – 18. Oktober 1612 Andreas Bayer
- 18. Oktober 1612 – 1. Mai 1613 Michael Ziegler
- 1. Mai 1613 – 18. Oktober 1613 Johannes Halbritter
- 18. Oktober 1613 – 1. Mai 1614 Matthias Hafenreffer
- 1. Mai 1614 – 18. Oktober 1614 Christoph Besold
- 18. Oktober 1614 – 1. Mai 1615 Johann Jakob Haug
- 1. Mai 1615 – 18. Oktober 1615 Johann Georg Sigwart
- 18. Oktober 1615 – 1. Mai 1616 Heinrich Bocer
- 1. Mai 1616 – 18. Oktober 1616 Andreas Bayer
- 18. Oktober 1616 – 1. Mai 1617 Johannes Fabri
- 1. Mai 1617 – 18. Oktober 1617 Johannes Halbritter
- 18. Oktober 1617 – 1. Mai 1618 Christoph Besold
- 1. Mai 1618 – 18. Oktober 1618 Johann Georg Sigwart
- 18. Oktober 1618 – 1. Mai 1619 Andreas Bayer
- 1. Mai 1619 – 18. Oktober 1619 Heinrich Bocer
- 18. Oktober 1619 – 1. Mai 1620 Johannes Halbritter
- 1. Mai 1620 – 18. Oktober 1620 Theodor Thumm
- 18. Oktober 1620 – 1. Mai 1621 Christoph Besold
- 1. Mai 1621 – 18. Oktober 1621 Andreas Bayer
- 18. Oktober 1621 – 1. Mai 1622 Johann Ludwig Mögling
- 1. Mai 1622 – 18. Oktober 1622 Heinrich Bocer
- 18. Oktober 1622 – 1. Mai 1623 Johannes Halbritter
- 1. Mai 1623 – 18. Oktober 1623 Andreas Bayer
- 18. Oktober 1623 – 1. Mai 1624 Johann Ulrich Pregizer
- 1. Mai 1624 – 18. Oktober 1624 Christoph Besold
- 18. Oktober 1624 – 1. Mai 1625 Theodor Thumm
- 1. Mai 1625 – 18. Oktober 1625 Johannes Halbritter
- 18. Oktober 1625 – 1. Mai 1626 Heinrich Bocer
- 1. Mai 1626 – 18. Oktober 1626 David Magirus
- 18. Oktober 1626 – 1. Mai 1627 Andreas Bayer
- 1. Mai 1627 – 18. Oktober 1627 Johann Ulrich Pregizer
- 18. Oktober 1627 – 1. Mai 1628 Johannes Harpprecht
- 1. Mai 1628 – 18. Oktober 1628 Christoph Besold
- 18. Oktober 1628 – 1. Mai 1629 Theodor Thumm
- 1. Mai 1629 – 18. Oktober 1629 Andreas Bayer
- 18. Oktober 1629 – 1. Mai 1630 David Magirus
- 1. Mai 1630 – 18. Oktober 1630 Conrad Cellarius
- 18. Oktober 1630 – 1. Mai 1631 Johann Ulrich Pregizer
- 1. Mai 1631 – 18. Oktober 1631 Andreas Bayer
- 18. Oktober 1631 – 1. Mai 1632 David Magirus
- 1. Mai 1632 – 18. Oktober 1632 Christoph Besold
- 18. Oktober 1632 – 1. Mai 1633 Melchior Nicolai
- 1. Mai 1633 – 18. Oktober 1633 Johannes Harpprecht
- 18. Oktober 1633 – 1. Mai 1634 Johannes Gerhard
- 1. Mai 1634 – 18. Oktober 1634 Conrad Cellarius
- 18. Oktober 1634 – 1. Mai 1635 Christoph Besold
- 1. Mai 1635 – 18. Oktober 1635 David Magirus
- 18. Oktober 1635 – 1. Mai 1636 Johann Ulrich Pregizer
- 1. Mai 1636 – 18. Oktober 1636 Johannes Harpprecht
- 18. Oktober 1636 – 1. Mai 1637 Martin Neuffer
- 1. Mai 1637 – 18. Oktober 1637 Johann Ulrich Rümelin
- 18. Oktober 1637 – 1. Mai 1638 Johannes Gerhard
- 1. Mai 1638 – 18. Oktober 1638 Johann Martin Rauscher
- 18. Oktober 1638 – 1. Mai 1639 Johann Ulrich Pregizer
- 1. Mai 1639 – 18. Oktober 1639 Johann Ulrich Rümelin
- 18. Oktober 1639 – 1. Mai 1640 Carl Bardili
- 1. Mai 1640 – 18. Oktober 1640 Johannes Geilfuss
- 18. Oktober 1640 – 1. Mai 1641 Johann Ulrich Pregizer
- 1. Mai 1641 – 18. Oktober 1641 Johannes Gerhard
- 18. Oktober 1641 – 1. Mai 1642 Joachim Wibel
- 1. Mai 1642 – 18. Oktober 1642 Johann Ulrich Pregizer
- 18. Oktober 1642 – 1. Mai 1643 Johann Ulrich Rümelin
- 1. Mai 1643 – 18. Oktober 1643 Wolfgang Walther Gruber
- 18. Oktober 1643 – 1. Mai 1644 Carl Bardili
- 1. Mai 1644 – 18. Oktober 1644 Johann Ulrich Pregizer
- 18. Oktober 1644 – 1. Mai 1645 Johann Martin Rauscher
- 1. Mai 1645 – 18. Oktober 1645 Joachim Wibel
- 18. Oktober 1645 – 1. Mai 1646 Wolfgang Walther Gruber
- 1. Mai 1646 – 18. Oktober 1646 Johann Ulrich Pregizer
- 18. Oktober 1646 – 1. Mai 1647 Johannes Gerhard
- 1. Mai 1647 – 18. Oktober 1647 Heinrich Schmid
- 18. Oktober 1647 – 1. Mai 1648 Joachim Wibel
- 1. Mai 1648 – 18. Oktober 1648 Johannes Geilfuss
- 18. Oktober 1648 – 1. Mai 1649 Johann Ulrich Pregizer
- 1. Mai 1649 – 18. Oktober 1649 Joachim Wibel
- 18. Oktober 1649 – 1. Mai 1650 Johannes Gerhard
- 1. Mai 1650 – 18. Oktober 1650 Wolfgang Walther Gruber
- 18. Oktober 1650 – 1. Mai 1651 Johann Ulrich Pregizer
- 1. Mai 1651 – 18. Oktober 1651 Heinrich Schmid
- 18. Oktober 1651 – 1. Mai 1652 Joachim Wibel
- 1. Mai 1652 – 18. Oktober 1652 Johann Friedrich Herzog von Württemberg
  - Prorektor: 1. Mai 1652 – 18. Oktober  1652 Joachim Wibel
- 18. Oktober 1652 – 1. Mai 1653 Johannes Wurmser
- 1. Mai 1653 – 18. Oktober 1653 Samuel Hafenreffer
- 18. Oktober 1653 – 1. Mai 1654 Wolfgang Adam Lauterbach
- 1. Mai 1654 – 18. Oktober 1654 Tobias Wagner
- 18. Oktober 1654 – 1. Mai 1655 Johannes Grave
- 1. Mai 1655 – 18. Oktober 1655 Paul Biberstein
- 18. Oktober 1655 – 1. Mai 1656 Wolfgang Adam Lauterbach
- 1. Mai 1656 – 18. Oktober 1656 Joseph Demler
- 18. Oktober 1656 – 1. Mai 1657 Samuel Hafenreffer
- 1. Mai 1657 – 18. Oktober 1657 Johann Ulrich Pregizer
- 18. Oktober 1657 – 1. Mai 1658 Johannes Grave
- 1. Mai 1658 – 18. Oktober 1658 Wolfgang Adam Lauterbach
- 18. Oktober 1658 – 1. Mai 1659 Joseph Demler
- 1. Mai 1659 – 18. Oktober 1659 Balthasar Raith
- 18. Oktober 1659 – 1. Mai 1660 Samuel Hafenreffer
- 1. Mai 1660 – 18. Oktober 1660 Johann Ulrich Pregizer
- 18. Oktober 1660 – 1. Mai 1661 Wolfgang Adam Lauterbach
- 1. Mai 1661 – 18. Oktober 1661 Johannes Grave
- 18. Oktober 1661 – 1. Mai 1662 Balthasar Raith
- 1. Mai 1662 – 18. Oktober 1662 Johann Conrad Brotbeck
- 18. Oktober 1662 – 1. Mai 1663 Johann Adam Osiander
- 1. Mai 1663 – 18. Oktober 1663 Burckhard Bardili
- 18. Oktober 1663 – 1. Mai 1664 Wolfgang Adam Lauterbach
- 1. Mai 1664 – 18. Oktober 1664 Georg Balthasar Metzger
- 18. Oktober 1664 – 1. Mai 1665 Erich Mauritius
- 1. Mai 1665 – 18. Oktober 1665 Johannes Grave
- 18. Oktober 1665 – 1. Mai 1666 Johann Andreas Frommann
- 1. Mai 1666 – 18. Oktober 1666 Balthasar Raith
- 18. Oktober 1666 – 1. Mai 1667 Johann Ulrich Pregizer
- 9. Mai 1667 – 7. November 1667 Wilhelm Ludwig Herzog von Württemberg
  - Prorektor: 9. Mai 1667 – 7. November 1667 Wolfgang Adam Lauterbach
- 7. November 1667 – 1. Mai 1668 Burckhard Bardili
- 1. Mai 1668 – 18. Oktober  1668 Johann Adam Osiander
- 18. Oktober 1668 – 1. Mai 1669 Johann Conrad Brotbeck
- 1. Mai 1669 – 18. Oktober 1669 Johannes Grave
- 18. Oktober 1669 – 1. Mai 1670 Georg Balthasar Metzger
- 1. Mai 1670 – 18. Oktober 1670 Wolfgang Adam Lauterbach
- 18. Oktober 1670 – 1. Mai 1671 Balthasar Raith
- 1. Mai 1671 – 18. Oktober 1671 Johann Andreas Frommann
- 18. Oktober 1671 – 1. Mai 1672 Burckhard Bardili
- 1. Mai 1672 – 18. Oktober 1672 Johann Adam Osiander
- 18. Oktober 1672 – 1. Mai 1673 Johannes Grave
- 1. Mai 1673 – 18. Oktober 1673 Georg Balthasar Metzger
- 18. Oktober 1673 – 1. Mai 1674 Wolfgang Adam Lauterbach
- 1. Mai 1674 – 18. Oktober 1674 Balthasar Raith
- 18. Oktober 1674 – 11. November 1675 Karl Maximilian Herzog von Württemberg
  - Prorektor: 18. Oktober 1674 – 1. Mai 1675 Johann Andreas Frommann
  - Prorektor:  1. Mai 1675 – 11. November 1675 Burckhard Bardili
- 11. November 1675 – 6. Mai 1678 Ludwig Herzog von Württemberg
  - Prorektor: 11. November 1675 – 5. Dezember 1676 Johannes Grave
  - Prorektor:  8. Dezember  1676 – 6. Mai 1678 Johann Adam Osiander
- 6. Mai 1678 – 18. Oktober 1678 Georg Balthasar Metzger
- 18. Oktober 1678 – 1. Mai 1679 Balthasar Raith
- 1. Mai 1679 – 18. Oktober 1679 Johann Andreas Frommann
- 18. Oktober 1679 – 1. Mai 1680 Elias Rudolf Camerarius
- 1. Mai 1680 – 18. Oktober 1680 Johann Ludwig Mögling
- 18. Oktober 1680 – 1. Mai 1681 Burckhard Bardili
- 1. Mai 1681 – 18. Oktober 1681 Johannes Grave
- 18. Oktober 1681 – 1. Mai 1682 Georg Heinrich Keller
- 1. Mai 1682 – 18. Oktober 1682 Johann Adam Kurrer
- 18. Oktober 1682 – 1. Mai 1683 Georg Balthasar Metzger
- 1. Mai 1683 – 18. Oktober 1683 Ferdinand Christoph Harpprecht
- 18. Oktober 1683 – 1. Mai 1684 Benedikt Hopfer
- 1. Mai 1684 – 18. Oktober 1684 Michael Müller
- 11.  November  1684 – 18. Juni 1685 Johann Friedrich Prinz von Württemberg
  - Prorektor: 18. Oktober  1684 – 18. Juni 1685 Johann Andreas Frommann
- 18. Juni 1685 – 18. Oktober 1685 Gabriel Schweder
- 18. Oktober 1685 – 1. Mai 1686 Elias Rudolf Camerarius
- 1. Mai 1686 – 18. Oktober 1686 Burckhard Bardili
- 18. Oktober 1686 – 1. Mai 1687 Johannes Grave
- 1. Mai 1687 – 18. Oktober 1687 Georg Heinrich Keller
- 18. Oktober 1687 – 1. Mai 1688 Johann Adam Kurrer
- 1. Mai 1688 – 18. Oktober 1688 Johann Ludwig Mögling
- 18. Oktober 1688 – 1. Mai 1689 Ferdinand Christoph Harpprecht
- 6. Mai 1689 – 18. Oktober 1689 Michael Müller
- 25. Oktober 1689 – 7. Februar 1690 Johann Andreas Frommann
  - Prorektor: 7. Februar 1690 – 1. Mai 1690 Michael Müller
- 1. Mai 1690 – 18. Oktober 1690 Burckhard Bardili
- 18. Oktober 1690 – 1. Mai 1691 Johann Wolfgang Jäger
- 1. Mai 1691 – 18. Oktober 1691 Gabriel Schweder
- 18. Oktober 1691 – 1. Mai 1692 Elias Rudolf Camerarius
- 1. Mai 1692 – 18. Oktober 1692 Johannes Zeller
- 18. Oktober 1692 – 1. Mai 1693 Johann Adam Osiander
- 1. Mai 1693 – 18. Oktober 1693 Georg Heinrich Keller
- 18. Oktober 1693 – 1. Mai 1694 Ferdinand Christoph Harpprecht
- 1. Mai 1694 – 18. Oktober 1694 Michael Müller
- 18. Oktober 1694 – 1. Mai 1695 David Scheinemann
- 1. Mai 1695 – 18. Oktober 1695 Michael Graß
- 18. Oktober 1695 – 1. Mai 1696 Gabriel Schweder
- 1. Mai 1696 – 18. Oktober 1696 Rudolf Jakob Camerarius
- 18. Oktober 1696 – 1. Mai 1697 Georg Heinrich Keller
- 1. Mai 1697 – 18. Oktober 1697 Ferdinand Christoph Harpprecht
- 18. Oktober 1697 – 1. Mai 1698 Ernst Gottlieb Maier
- 1. Mai 1698 – 18. Oktober 1698 Matthäus Hiller
- 18. Oktober 1698 – 1. Mai 1699 Michael Müller
- 1. Mai 1699 – 18. Oktober 1699 Michael Förtsch
- 18. Oktober 1699 – 1. Mai 1700 Gabriel Schweder
- 1. Mai 1700 – 18. Oktober 1700 Heinrich Friedrich Herzog von Württemberg-Winnental
  - Prorektor:  1. Mai 1700 – 18. Oktober  1700 David Scheinemann

### 18. Jahrhundert
- 1. November 1700 – 1. Mai 1701 Andreas Adam Hochstetter
- 1. Mai 1701 – 1. November 1701 Johannes Zeller
- 1. November 1701 – 1. Mai 1702 Michael Graß
- 1. Mai 1702 – 1. November 1702 Ferdinand Christoph Harpprecht
- 1. November 1702 – 1. Mai 1703 Christoph Reuchlin
- 1. Mai 1703 – 1. November 1703 Rudolf Jakob Camerarius
- 1. November 1703 – 1. Mai 1704 Ernst Gottlieb Maier
- 1. Mai 1704 – 1. November 1704 Michael Förtsch
- 1. November 1704 – 1. Mai 1705 Johann Andreas Frommann
- 1. Mai 1705 – 1. November 1705 Johann Eberhard Rösler
- 1. November 1705 – 1. Mai 1706 Gabriel Schweder
- 1. Mai 1706 – 1. November 1706 Johann Christoph Pfaff
- 1. November 1706 – 1. Mai 1707 Johann Conrad Klemm
- 1. Mai 1707 – 1. November 1707 Michael Graß
- 1. November 1707 – 1. Mai 1708 Ferdinand Christoph Harpprecht
- 1. Mai 1708 – 1. November 1708 Andreas Adam Hochstetter
- 1. November 1708 – 1. Mai 1709 Ernst Gottlieb Maier
- 1. Mai 1709 – 1. November 1709 Rudolf Jakob Camerarius
- 1. November 1709 – 1. Mai 1710 Gabriel Schweder
- 1. Mai 1710 – 1. November 1710 Johann Conrad Creiling
- 1. November 1710 – 1. Mai 1711 Johann Christoph Pfaff
- 1. Mai 1711 – 1. November 1711 Michael Graß
- 1. November 1711 – 1. Mai 1712 Johann Christian Neu
- 1. Mai 1712 – 1. November 1712 Ferdinand Christoph Harpprecht
- 1. November 1712 – 1. Mai 1713 Johann Conrad Klemm
- 1. Mai 1713 – 1. November 1713 Gottfried Hoffmann
- 1. November 1713 – 1. Mai 1714 Elias Camerarius
- 1. Mai 1714 – 1. November 1714 Ernst Gottlieb Maier
- 1. November 1714 – 1. Mai 1715 Gabriel Schweder
- 1. Mai 1715 – 1. November 1715 Johann Eberhard Rösler
- 1. November 1715 – 1. Mai 1716 Johann Christoph Pfaff
- 1. Mai 1716 – 1. November 1716 Rudolf Jakob Camerarius
- 1. November 1716 – 1. Mai 1717 Andreas Adam Hochstetter
- 1. Mai 1717 – 1. November 1717 Michael Graß
- 1. November 1717 – 1. Mai 1718 Jacob David Mögling
- 8. Mai 1718 – 1. November 1718 Johann Conrad Creiling
- 1. November 1718 – 1. Mai 1719 Ernst Gottlieb Maier
- 1. Mai 1719 – 1. November 1719 Elias Camerarius
- 1. November 1719 – 1. Mai 1720 Johann Rudolph Osiander
- 1. Mai 1720 – 1. November 1720 Christoph Matthäus Pfaff
- 1. November 1720 – 1. Mai 1721 Gabriel Schweder
- 1. Mai 1721 – 1. November 1721 Christian Hagmajer
- 1. November 1721 – 1. Mai 1722 Michael Graß
- 1. Mai 1722 – 1. November 1722 Gottfried Hoffmann
- 1. November 1722 – 1. Mai 1723 Johann Eberhard Rösler
- 1. Mai 1723 – 1. November 1723 Ernst Gottlieb Maier
- 1. November 1723 – 1. Mai 1724 Gabriel Schweder
- 1. Mai 1724 – 1. November 1724 Johann Rudolph Osiander
- 1. November 1724 – 1. Mai 1725 Alexander Camerarius
- 1. Mai 1725 – 1. November 1725 Johann Conrad Creiling
- 1. November 1725 – 1. Mai 1726 Michael Graß
- 1. Mai 1726 – 1. November 1726 Johann Christian Klemm
- 1. November 1726 – 1. Mai 1727 Ernst Gottlieb Maier
- 1. Mai 1727 – 1. November 1727 Christian Eberhard Weißmann
- 1. November 1727 – 1. Mai 1728 Michael Graß
- 1. Mai 1728 – 1. November 1728 Johann Michael Hallwachs
- 1. November 1728 – 1. Mai 1729 Gabriel Schweder
- 1. Mai 1729 – 1. November 1729 Alexander Camerarius
- 1. November 1729 – 1. Mai 1730 Wolfgang Adam Schöpff
- 1. Mai 1730 – 1. November 1730 Johann Conrad Creiling
- 1. November 1730 – 1. Mai 1731 Michael Graß
- 1. Mai 1731 – 1. November 1731 Christian Eberhard Weißmann
- 1. November 1731 – 19. Juni 1732 Johann Theodor von Schäffer
- 26. Juni 1732 – 1. November 1733 Karl Christian Erdmann, Herzog von Württemberg-Oels
  - Prorektor: 19. Juni 1732 – 3. November 1732 Johann Theodor von Schäffer
  - Prorektor: 3. November 1732 – 1. Mai 1733 Daniel Maichel
  - Prorektor: 1. Mai 1733 – 1. November 1733 Christian Hagmajer
- 1. November 1733 – 1. Mai 1734 Johann Jakob Helfferich
- 1. Mai 1734 – 1. November 1734 Georg Bernhard Bilfinger
- 1. November 1734 – 1. Mai 1735 Christoph Friedrich Harpprecht
- 1. Mai 1735 – 1. November 1735 Johann Christian Klemm
- 1. November 1735 – 1. Mai 1736 Burkhart David Mauchart
- 1. Mai 1736 – 1. November 1736 Johann Jakob Helfferich
- 1. November 1736 – 1. Mai 1737 Christian Eberhard Weißmann
- 1. Mai 1737 – 1. November 1737 Johann Friedrich Mögling
- 1. November 1737 – 1. Mai 1738 Johann Michael Hallwachs
- 1. Mai 1738 – 1. November 1738 Christian Hagmajer
- 1. November 1738 – 1. Mai 1739 Wolfgang Adam Schöpff
- 1. Mai 1739 – 1. November 1739 Israel Gottlieb Canz
- 1. November 1739 – 1. Mai 1740 Christoph Friedrich Harpprecht
- 1. Mai 1740 – 1. November 1740 Johannes Bacmeister
- 1. November 1740 – 1. Mai 1741 Daniel Maichel
- 1. Mai 1741 – 1. November 1741 Wolfgang Adam Schöpff
- 1. November 1741 – 1. Mai 1742 Daniel Hoffmann
- 1. Mai 1742 – 1. November 1742 Johann Jakob Helfferich
- 1. November 1742 – 1. Mai 1743 Burkhart David Mauchart
- 1. Mai 1743 – 1. November 1743 Johann Christian Klemm
- 1. November 1743 – 1. Mai 1744 Johann Friedrich Mögling
- 1. Mai 1744 – 1. November 1744 Israel Gottlieb Canz
- 1. November 1744 – 1. Mai 1745 Christoph Friedrich Harpprecht
- 1. Mai 1745 – 1. November 1745 Johann Adam Osiander
- 1. November 1745 – 1. Mai 1746 Wolfgang Adam Schöpff
- 1. Mai 1746 – 30. November 1746 Johann Jakob Helfferich
- 30. November 1746 – 1. Mai 1747 Daniel Maichel
- 1. Mai 1747 – 1. November 1747 Johann Christian Klemm
- 1. November 1747 – 1. Mai 1748 Christoph Friedrich Harpprecht
- 1. Mai 1748 – 1. November 1748 Johann Friedrich Mögling
- 1. November 1748 – 1. Mai 1749 Israel Gottlieb Canz
- 1. Mai 1749 – 1. November 1749 Ludwig Conrad Smalcalder
- 1. November 1749 – 1. Mai 1750 Burkhart David Mauchart
- 1. Mai 1750 – 1. November 1750 Georg Wolfgang Krafft
- 1. November 1750 – 1. Mai 1751 Wolfgang Adam Schöpff
- 1. Mai 1751 – 1. November 1751 Christoph Friedrich Harpprecht
- 1. November 1751 – 1. Mai 1752 Johann Friedrich Cotta
- 1. Mai 1752 – 1. November 1752 Gottfried Daniel Hoffmann
- 1. November 1752 – 1. Mai 1753 Johann Georg Gmelin
- 1. Mai 1753 – 1. November 1753 Johann Adam Osiander
- 1. November 1753 – 1. Mai 1754 Christian Ferdinand Harpprecht
- 1. Mai 1754 – 1. Oktober 1754 Johann Christian Klemm
  - Prorektor: 1. Oktober 1754 – 1. November 1754 Christian Ferdinand Harpprecht
- 1. November 1754 – 1. Mai 1755 Johann Friedrich Mögling
- 1. Mai 1755 – 1. November 1755 Gottfried Ploucquet
- 1. November 1755 – 1. Mai 1756 Georg Friedrich Sigwart
- 1. Mai 1756 – 1. November 1756 Ludwig Conrad Smalcalder
- 1. November 1756 – 1. Mai 1757 Johann Karl Ludwig, Prinz von Pfalz-Zweibrücken-Birkenfeld
  - Prorektor: 1. November 1756 – 1. Mai 1757 Gottfried Daniel Hoffmann
- 1. Mai 1757 – 1. November 1757 Otto Christian von Lohenschiold
- 1. November 1757 – 1. Mai 1758 Johann Friedrich Cotta
- 1. Mai 1758 – 1. November 1758 Christoph Friedrich Schott
- 1. November 1758 – 1. Mai 1759 Christian Ludwig Mögling
- 1. Mai 1759 – 1. November 1759 Christoph Friedrich Sartorius
- 1. November 1759 – 1. Mai 1760 Christoph Friedrich Harpprecht
- 1. Mai 1760 – 1. November 1760 Johann Kies
- 1. November 1760 – 1. Mai 1761 Johann Friedrich Mögling
- 1. Mai 1761 – 2. November 1761 Philipp Friedrich Gmelin
- 2. November 1761 – 1. Mai 1762 Immanuel Hoffmann
- 1. Mai 1762 – 3. November 1762 Gottfried Daniel Hoffmann
- 3. November 1762 – 1. Mai 1763 Johann Gottlieb Faber
- 1. Mai 1763 – 1. November 1763 Gottfried Ploucquet
- 1. November 1763 – 1. Mai 1764 Eberhard Christoph Canz
- 1. Mai 1764 – 1. November 1764 Georg Friedrich Sigwart
- 1. November 1764 – 1. Mai 1765 Johann Friedrich Cotta
- 1. Mai 1765 – 1. November 1765 Friedrich Wilhelm Tafinger
- 1. November 1765 – 1. Mai 1766 Christoph Friedrich Schott
- 1. Mai 1766 – 1. November 1766 Philipp Friedrich Gmelin
- 1. November 1766 – 1. Mai 1767 Johann Kies
- 1. Mai 1767 – 2. November 1767 Gottfried Daniel Hoffmann
- 2. November 1767 – 24. Oktober 1793 Carl Eugen, Herzog von Württemberg
  - Prorektor: 2. November 1767 – 2. Mai 1768 Christoph Friedrich Sartorius
  - Prorektor: 2. Mai 1768 – 1. November 1768 Christoph Friedrich Harpprecht
  - Prorektor: 1. November 1768 – 2. Mai 1769 Ferdinand Christoph Oetinger
  - Prorektor: 2. Mai 1769 – 8. November 1769 Ludwig Joseph Uhland
  - Prorektor: 8. November 1769 – 30. April 1770 Eberhard Christoph Canz
  - Prorektor: 30. April 1770 – 1. November 1770 Johann Friedrich Cotta
  - Prorektor: 1. November 1770 – 14. Mai 1771 Gottfried Daniel Hoffmann
  - Prorektor: 14. Mai 1771 – 7. November 1771 Friedrich Wilhelm Tafinger
  - Prorektor: 7. November 1771 – 1. Mai 1772 Georg Friedrich Sigwart
  - Prorektor: 1. Mai 1772 – 1. November 1772 Gottfried Ploucquet
  - Prorektor: 1. November 1772 – 5. Mai 1773 Sixt Jakob Kapff
  - Prorektor: 5. Mai 1773 – 2. November 1773 Christian Friedrich Jäger
  - Prorektor: 2. November 1773 – 2. Mai 1774 Christoph Friedrich Sartorius
  - Prorektor: 2. Mai 1774 – 1. November 1774 Johann Daniel Hoffmann
  - Prorektor: 1. November 1774 – 4. Mai 1775 Christoph Friedrich Schott
  - Prorektor: 4. Mai 1775 – 13. November 1775 Johann Kies
  - Prorektor: 13. November 1775 – 15. Mai 1776 Friedrich Wilhelm Tafinger
  - Prorektor: 15. Mai 1776 – 2. November 1776 Ludwig Joseph Uhland
  - Prorektor: 2. November 1776 – 1. Mai 1777 Christoph Friedrich Sartorius
  - Prorektor: 1. Mai 1777 – 28. November 1777 Gottfried Daniel Hoffmann
  - Prorektor: 28. November 1777 – 23. Mai 1778 Sixt Jakob Kapff
  - Prorektor: 23. Mai 1778 – 2. November 1778 Christian Friedrich Jäger
  - Prorektor: 2. November 1778 – 6. Mai 1779 Johann Daniel Hoffmann
  - Prorektor: 6. Mai 1779 – 22. November 1779 Gottfried Ploucquet
  - Prorektor: 22. November 1779 – 20. Mai 1780 Karl Christoph Hofacker
  - Prorektor: 20. Mai 1780 – 21. Mai 1781 Gottlieb Conrad Christian Storr
  - Prorektor: 21. Mai 1781 – 1. November 1781 Ludwig Joseph Uhland
  - Prorektor: 1. November 1781 – 10. Juni 1782 August Friedrich Bök
  - Prorektor: 10. Juni 1782 – 3. Mai 1783 Christian Friedrich Schnurrer
  - Prorektor: 3. Mai 1783 – 1. November 1783 Johann Christian Majer
  - Prorektor: 1. November 1783 – 1. Mai 1784 Christian Friedrich Rösler
  - Prorektor: 1. Mai 1784 – 1. November 1784 Christian Gottlieb Gmelin
  - Prorektor: 1. November 1784 – 2. Mai 1785 Tobias Gottfried Hegelmaier
  - Prorektor: 2. Mai 1785 – 1. November 1785 Christian Gmelin
  - Prorektor: 1. November 1785 – 1. Mai 1786 Wilhelm Gottfried Ploucquet
  - Prorektor: 1. Mai 1786 – 1. November 1786 Christoph Friedrich Pfleiderer
  - Prorektor: 1. November 1786 – 1. Mai 1787 Sixt Jakob Kapff
  - Prorektor: 1. Mai 1787 – 1. November 1787 Ludwig Joseph Uhland
  - Prorektor: 1. November 1787 – 11. Mai 1788 Johann Daniel Hoffmann
  - Prorektor: 11. Mai 1788 – 1. November 1788 Christian Friedrich Schnurrer
  - Prorektor: 1. November 1788 – 1. Mai 1789 August Friedrich Bök
  - Prorektor: 1. Mai 1789 – 3. November 1789 Karl Christoph Hofacker
  - Prorektor: 3. November 1789 – 5. Mai 1790 Gottlieb Conrad Christian Storr
  - Prorektor: 5. Mai 1790 – 8. November 1790 Gottlob Christian Storr
  - Prorektor: 8. November 1790 – 15. Mai 1791 Johann Christian Majer
  - Prorektor: 15. Mai 1791 – 14. November 1791 Christian Friedrich Rösler
  - Prorektor: 14. November 1791 – 10. Mai 1792 Christian Gottlieb Gmelin
  - Prorektor: 10. Mai 1792 – 1. November 1792 Christian Gmelin
  - Prorektor: 1. November 1792 – 13. Mai 1793 Gottfried Ploucquet
  - Prorektor: 13. Mai 1793 – 1. November 1793 Christian Friedrich Schnurrer
- 1. November 1793 – 1. Mai 1794 Christoph Friedrich Pfleiderer
- 1. Mai 1794 – 1. November 1794 Wilhelm Gottlieb Tafinger
- 1. November 1794 – 1. Mai 1795 August Friedrich Bök
- 1. Mai 1795 – 2. November 1795 Ludwig Joseph Uhland
- 2. November 1795 – 2. Mai 1796 Johann Christian Majer
- 2. Mai 1796 – 1. November 1796 Gottlieb Conrad Christian Storr
- 1. November 1796 – 2. Mai 1797 Jakob Friedrich Abel
- 2. Mai 1797 – 1. November 1797 Julius Friedrich Malblanc
- 1. November 1797 – 1. Mai 1798 Christian Friedrich Rösler
- 1. Mai 1798 – 1. November 1798 Christian Gottlieb Gmelin
- 1. November 1798 – 1. Mai 1799 Wilhelm Gottfried Ploucquet
- 1. Mai 1799 – 1. November 1799 Christoph Friedrich Pfleiderer
- 1. November 1799 – 1. Mai 1800 Christian Gmelin
- 1. Mai 1800 – 1. November 1800 Wilhelm Gottlieb Tafinger

### 19. Jahrhundert
- 1. November 1800 – 1. Mai 1801 Christian Friedrich Schnurrer
- 1. Mai 1801 – 11. November 1801 Johann Heinrich Ferdinand Autenrieth
- 11. November 1801 – 1. Mai 1802 Jakob Friedrich Abel
- 1. Mai 1802 – 1. November 1802 Christian Friedrich Rösler
- 1. November 1802 – 2. Mai 1803 Johann Christian Majer
- 2. Mai 1803 – 1. November 1803 Julius Friedrich Malblanc
- 1. November 1803 – 1. Mai 1804 Andreas Heinrich Schott
- 1. Mai 1804 – 1. November 1804 Christian Gottlieb Gmelin
- 1. November 1804 – 1. Mai 1805 Wilhelm Gottfried Ploucquet
- 1. Mai 1805 – 1. November 1805 Christoph Friedrich von Pfleiderer

## Zur Zeit des Königreichs Württemberg
Die nachfolgende Liste der Rektoren seit der Gründung des Königreichs Württemberg folgt weitgehend den Angaben einer Liste von Rektoratsreden im 19. und 20. Jahrhundert, welche von der Historischen Kommission bei der Bayerischen Akademie der Wissenschaften veröffentlicht wurde. Von 1829 bis 1831 gab es das Amt des Rektors nicht. In dieser Zeit war der Kanzler oberste Instanz der Universität. Seit 1831 wurden die Rektoren für die Amtszeit eines Jahres gewählt.

### 19. Jahrhundert
- 1805–1806 Christian Gottlieb Gmelin
- 1806 Karl Friedrich Kielmeyer
- 1806–1807 Johann Christian von Majer
- 1807 Wilhelm Gottlieb Tafinger
- 1807–1808 Karl Christian Flatt
- 1808 Johann Heinrich Ferdinand Autenrieth
- 1808–1809 Friedrich Abel
- 1809 Julius Friedrich Malblanc
- 1809–1810 Andreas Heinrich Schott
- 1810 Wilhelm Gottfried Ploucquet
- 1810–1811 Karl Christian Flatt
- 1811 Johann Friedrich Gaab
- 1811 Johann Friedrich Flatt
- 1811–1812 Christian Gottlieb Gmelin
- 1812 Karl Friedrich Kielmeyer
- 1812–1813 Andreas Heinrich Schott
- 1813 Ernst Gottlieb Bengel
- 1813–1814 Julius Friedrich Malblanc
- 1814 Johann Heinrich Ferdinand Autenrieth
- 1814–1815 Andreas Heinrich Schott
- 1815 Ernst Gottlieb Bengel
- 1815–1816 Eduard Schrader
- 1816 Ferdinand Gottlob Gmelin
- 1816–1817 Andreas Heinrich Schott
- 1817 Ernst Gottlieb Bengel
- 1817–1818 Christian Heinrich Gmelin
- 1818 Johann Heinrich Ferdinand Autenrieth
- 1819 Gottlieb Friedrich Jäger
- 1819 Jonathan Friedrich Bahnmaier
- 1819–1820 Friedrich Karl von Fulda
- 1820 Eduard Schrader
- 1820–1821 Johann Sebastian Drey
- 1821 Ferdinand Gottlob Gmelin
- 1821–1822 Carl August von Eschenmayer
- 1822 Johann Heinrich Moritz von Poppe
- 1822–1823 Johann Christian Friedrich Steudel
- 1823 Johann Georg Herbst
- 1823–1824 Eduard Schrader
- 1824 Gustav Schübler
- 1824–1825 Gottlieb Friedrich Jäger
- 1825 Andreas Benedikt Feilmoser
- 1825–1829 Karl Georg von Wächter
- 1829–1831 (das Amt des Rektors war abgeschafft, geleitet wurde die Universität vom Kanzler Autenrieth)
- 1831–1832 Eduard Schrader
- 1832–1833 Karl Friedrich Scheurlen
- 1833–1834 Johann Georg Herbst
- 1834–1835 Heinrich Christoph Wilhelm von Sigwart
- 1835–1836 Robert Mohl
- 1836–1837 Friedrich Heinrich Kern
- 1837–1838 Karl Friedrich Scheurlen
- 1838–1839 Leopold Sokrates von Riecke
- 1839–1840 Martin Josef Mack
- 1840–1841 Robert von Mohl
- 1841–1842 Ferdinand Christian Baur
- 1842–1843 Ferdinand Karl Theodor Hepp
- 1843–1844 Christian Friedrich Schmid
- 1844–1845 August Ludwig Reyscher
- 1845–1846 Ernst Christian Walz
- 1846–1847 Hermann Friedrich Autenrieth
- 1847–1848 Joseph Gehringer
- 1848–1849 Wilhelm Ludwig Volz
- 1849–1850 Max Samuel von Mayer
- 1850–1851 Carl Friedrich Haug
- 1851–1852 Christian Friedrich Schmid
- 1852–1853 Karl Joseph von Hefele
- 1853–1854 Carl Heinrich Ludwig Hoffmann
- 1854–1855 Ernst Christian von Walz
- 1855–1856 Eduard Fein
- 1856–1857 Victor von Bruns
- 1857–1858 Christian von Palmer
- 1858–1859 Adelbert von Keller
- 1859–1860 Karl Wolfgang Christoph Schüz
- 1860–1861 Johannes von Kuhn
- 1861–1862 Gustav Friedrich Oehler
- 1862–1863 Karl Gustav Geib
- 1863–1864 Jakob Friedrich Reiff
- 1864–1865 Karl von Vierordt
- 1865–1866 Moritz von Aberle
- 1866–1867 Friedrich August von Quenstedt
- 1868–1869 Rudolf Roth
- 1869–1870 Reinhold Köhler
- 1870–1871 Heinrich Weber
- 1871–1872 Felix Himpel
- 1872–1873 Gustav Mandry
- 1873–1874 Wilhelm Siegmund Teuffel
- 1874–1875 Hermann Seeger
- 1875–1876 Christoph von Sigwart
- 1876–1877 Oskar Schüppel
- 1878–1879 Franz von Kober
- 1879–1880 Rudolf von Roth
- 1880–1881 Friedrich von Thudichum
- 1881–1882 Ludwig von Schwabe
- 1882–1883 Johann von Säxinger
- 1883–1884 Karl Heinrich (von) Degenkolb
- 1884–1885 Oskar von Bülow
- 1885–1886 Gustav von Schönberg
- 1886–1887 Otto von Franklin
- 1887–1888 Franz Xaver von Linsenmann
- 1888–1889 Hugo Meyer
- 1889–1890 Ernst von Herzog
- 1890–1891 Ludwig von Jolly
- 1891–1892 Paul Buder
- 1892–1893 Franz Xaver von Funk
- 1893–1894 Wilhelm Henke
- 1894–1895 Lothar von Meyer
- 1895–1896 Ferdinand von Martitz
- 1896–1897 Alexander Brill
- 1897–1898 Edmund Pfleiderer
- 1898–1899 Tuisko Lorey
- 1899–1900 Paul Schanz

### 20. Jahrhundert
- 1900–1901 Paul (von) Grützner
- 1901–1902 Hermann (von) Fischer
- 1902–1903 Julius (von) Grill
- 1903–1904 Otto Heinrich Gustav von Wendt
- 1904–1905 Theodor (von) Haering
- 1905–1906 Konrad von Lange
- 1906–1907 Max von Rümelin
- 1907–1908 Ernst (von) Koken
- 1908–1909 Richard Garbe
- 1909–1910 Gustav (von) Schleich
- 1910–1911 Anton (von) Bühler
- 1911–1912 Philipp (von) Heck
- 1912–1913 Ernst (von) Beling
- 1913–1914 Anton Koch
- 1914–1915 Carl Johannes Fuchs
- 1915–1916 Robert Eugen Gaupp
- 1916–1917 Wilhelm von Blume
- 1917–1918 Arthur Benno Schmidt

## Nach dem Ende der Monarchie
- 1918–1919 Johannes Haller
- 1919–1921 Carl Sartorius
- 1921–1922 Adalbert Wahl
- 1922–1923 Ignaz Rohr
- 1923–1924 August Hegler
- 1924–1925 Wolfgang Stock
- 1925–1926 Ludwig von Köhler
- 1926–1927 Carl Uhlig
- 1927–1928 August Hegler
- 1928–1929 Gustav Adolf Anrich
- 1929–1930 Edwin Hennig
- 1930–1931 Enno Littmann
- 1931–1932 Martin Kirschner
- 1932–1933 Paul Simon

## Zur Zeit des Nationalsozialismus
Ab der Zeit des Nationalsozialismus hatten die Rektoren mehrjährige Amtszeiten:
- 1933–1934 Albert Dietrich
- 1934–1935 Karl Fezer
- 1935–1937 Friedrich Focke
- 1937–1939 Hermann Hoffmann
- 1939–1945 Otto Stickl, zeitweise vertreten durch Theodor Haering

## Nachkriegszeit
Auch in der Nachkriegszeit, in welcher sich die Universität Tübingen auf dem Gebiet des neu entstandenen Landes Württemberg-Hohenzollern befand, waren die Amtszeiten der Tübinger Universitätsrektoren meist noch mehrjährig:
- 1945–1946 Hermann Schneider
- 1946–1948 Theodor Steinbüchel
- 1948–1951 Walter Erbe
- 1951–1952 Helmut Thielicke

## Seit Gründung des Landes Baden-Württemberg
Nach der Gründung des Landes Baden-Württemberg waren die Amtszeiten der Tübinger Universitätsrektoren wieder in den meisten Fällen einjährig, von wenigen Ausnahmen einer direkten Wiederwahl abgesehen:
- 1952–1953 Erwin Bünning
- 1953–1954 Hans Wenke
- 1954–1955 Franz Xaver Arnold
- 1955–1956 Georg Eisser
- 1956–1957 Otto Heinrich Schindewolf
- 1957–1958 Gerhard Rosenkranz
- 1958–1959 Joseph Vogt
- 1959–1960 Otto Bachof
- 1960 Alfred Nitschke
- 1960–1961 Otto Bachof
- 1961–1963 Theodor Eschenburg
- 1963–1964 Wolf Freiherr von Engelhardt
- 1964–1965 Hermann Diem
- 1965–1966 Walter Gerstenberg
- 1966–1968 Gottfried Möllenstedt
- 1968–1969 Ludwig Raiser
- 1969–1970 Klaus Hinrichsen
- 1970–1971 Jürgen Peiffer
- 1971 Klaus von Beyme
- 1971 Reinhard Schönenberg
- 1971–1972 Johannes Neumann

## Seit Einführung der Präsidialverfassung
Mit der Einführung der Präsidialverfassung im Jahre 1972 umfassen die Amtsperioden der Rektoren jeweils eine mehrjährige Dauer:
- 1972–1995 war Adolf Theis an Stelle eines Rektors Präsident der Universität Tübingen
- 1995–1999 Hans-Werner Ludwig
- 1999–2006 Eberhard Schaich
- 2006–2022 Bernd Engler
- seit 2022 Karla Pollmann